# Kaho Kobayashi
Kaho Kobayashi  (小林 香萌 Kobayashi Kaho, nacida el 12 de mayo de 1992) es una luchadora profesional japonesa quien trabaja compite en el circuito independiente tanto en Japón como en México. Kobayashi fue entrenada por Yoshihiro Tajiri y Makoto, haciendo su debut en junio de 2013 para Wrestling New Classic. Desde su debut, ha trabajado extensamente para Pro Wrestling Wave, Oz Academy, JWP Joshi Puroresu, Ice Ribbon y Seadlinnng. También es conocida por su trabajo en México, donde ha competido regularmente por el Consejo Mundial de Lucha Libre (CMLL) desde 2018.

## Carrera

### Wrestling New Classic (2013-2014)
Kobayashi ingresó al dojo de Wrestling New Classic en mayo de 2012 con experiencia en gimnasia y breakdance. Entrenada por Yoshihiro Tajiri y Makoto, compitió en exhibiciones contra su compañero aprendiz de Tajiri Yusuke Kodama antes de hacer su debut en junio de 2013, perdiendo ante Lin Byron. Durante los primeros días de su carrera, dividió su tiempo entre WNC y numerosas empresas femeninas como Ice Ribbon, Reina y Diana, desafiando sin éxito a Sareee por el JWP Junior y Princess of Pro-Wrestling Championships en un evento de Diana en julio de 2014.

### Circuito independiente (2014-presente)
Después de que WNC cerró sus puertas en 2014, también comenzó a trabajar para Pro Wrestling Wave, donde ingresó en el Catch the Wave Young Block 2014, y finalmente ganó el torneo al derrotar a Sumire Natsu en la final. Kobayashi también debutó para Oz Academy a finales de 2014 e inmediatamente formó una alianza con Kagetsu como "Misión K4", con Sonoko Kato y Akino uniéndose a sus filas poco después. Mission K4 ganó el OZ Academy Tag Team Championship el 1 de marzo de 2015, superando a Mayumi Ozaki y Sakura Hirota en Forgiveness. Se aferraron a los cinturones hasta julio, cuando perdieron ante Ozaki y Mio Shirai en 2Bad, pero los recuperaron un mes después en una revancha.
En octubre, luchó un gran combate para la promoción del Asuka Project, enfrentando al luchador masculino Kenichiro Arai en un combate intergénero para el Campeonato del Proyecto Asuka donde fue derrotada. En diciembre, se asoció con Rina Yamashita para Wave's Young Oh! Oh! Tag Team Tournament. Su equipo tuvo éxito y llegaron a la final el 25 de diciembre, donde perdieron ante Meiko Tanaka y Sareee.
En enero de 2017, se asoció con Sareee para competir por el Campeonato Mundial de Parejas de World Woman Pro Wrestling Diana, donde perdieron ante Crysis (Chikayo Nagashima y Megumi Yabashita). En junio de 2017, revivió la Misión K4, esta vez con Akino como su compañero, y los dos ganaron el OZ Academy Tag Team Championship, superando a Hikaru Shida y Syuri en Voyager. Mientras sostenía los cinturones en parejas de OZ Academy, también ganó el Campeonato de Tag Team de Wave con Hiroe Nagahama en agosto. En septiembre, derrotó a La Jarochita para ganar el CMLL-Reina International Junior Heavyweight Championship, convirtiéndola en una triple campeona. Sus días con tres cinturones serían cortos, ya que perdió el Wave Tag Team Championship ante Rin Kadokura y Takumi Iroha el 17 de septiembre. Además, ella y Akino dejaron el OZ Academy Tag Team Championship ante Mayumi Ozaki y Maya Yukihi en octubre.
Kobayashi regresó a Japón en mayo, donde se asoció con Makoto para el Ultra777 U21 Tag Team Tournament. Eliminaron a Hamuko Hoshi e Ibuki Hoshi en la primera ronda, pero perdieron ante Yoshiko y Rina Yamashita en las semifinales. En julio, en virtud de derrotar a Tsubasa Kuragaki, participó en una competencia número 6 de contendientes número uno para el OZ Academy Openweight Championship en agosto. Después de una lucha agotador de 50 minutos en el que eliminó a Sonoko Kato y Mayumi Ozaki, Kobayashi finalmente fue derrotada por Aja Kong y por poco perdió la oportunidad de convertirse en la contendiente # 1. Estaba programada para regresar a México en septiembre, pero anunció a través de Twitter que había sufrido una dislocación y un desprendimiento de ligamentos internos de la rodilla, lo que requeriría 3 meses de distancia del ring. Después de una pausa de 3 meses, Kobayashi regresó al ring para Seadlinnng el 20 de enero de 2019, en una derrota de Triple Threat Match para Tsukushi.

### Consejo Mundial de Lucha Libre (2018-2019)
En enero de 2018, Kobayashi realizó su primera expedición a México, donde competiría por el Consejo Mundial de Lucha Libre (CMLL). Pasó la mayor parte de su primera carrera en combates en equipo, principalmente en equipo con Princesa Sugehit. En su lucha de despedida antes de regresar a Japón, desafió sin éxito a Dalys la Caribeña por el Campeonato Mundial Femenil del CMLL.
Regresó a México una semana después, nuevamente para CMLL, donde comenzó una rivalidad con La Amapola. Después de intercambiar victorias y derrotas del equipo durante casi 5 meses, los dos se enfrentaron en un lucha de apuestas en el Juicio Final del CMLL el 31 de mayo, donde Kobayashi fue derrotada y como resultado tuvo que ser rapada y luego regresó a Japón.

## Campeonatos y logros
- OZ Academy
  - OZ Academy Tag Team Championship (3 veces) – con Kagetsu (2) y Akino (1)

- JWP Joshi Puroresu
  - JWP Junior/Princess of Pro-Wrestling Championship (1 vez)

- Pro Wrestling Wave
  - Wave Tag Team Championship (1 vez) – con Hiroe Nagahama

- Reina
  - CMLL-Reina International Junior Championship (1 vez, actual)[22]
  - Reina X World Tag Team Championship (1 vez) – con Makoto[23]

### Lucha de Apuestas
| Ganadora               | Perdedora                  | Lugar            | Evento       | Fecha              | Notas |
| ---------------------- | -------------------------- | ---------------- | ------------ | ------------------ | ----- |
| La Amapola (cabellera) | Kaho Kobayashi (cabellera) | Ciudad de México | Juicio Final | 31 de mayo de 2019 |       |